# Vicia aintabensis
Vicia aintabensis är en ärtväxtart som beskrevs av Pierre Edmond Boissier. Vicia aintabensis ingår i släktet vickrar, och familjen ärtväxter. Inga underarter finns listade i Catalogue of Life.